# Umpan

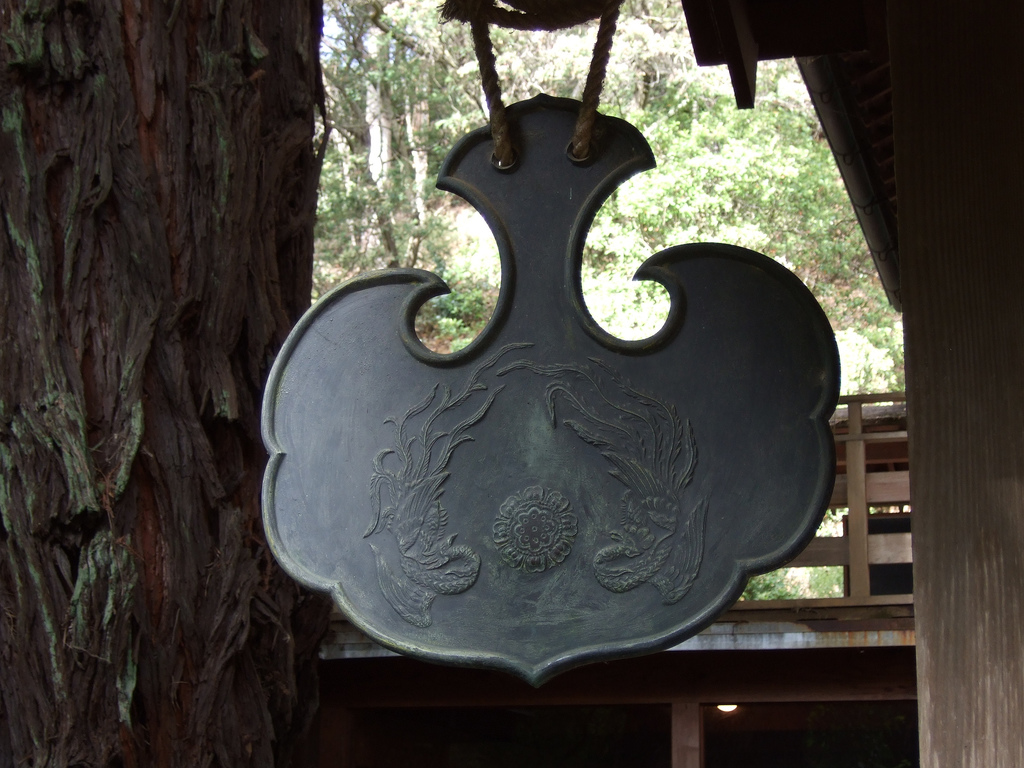
Umpan

Ein Umpan (chinesisch 雲版, Pinyin yún bǎn, wörtlich "Wolkenplatte") ist ein flacher Gong, in der Regel aus Bronze, der zur Essenszeit in einem Zen-Kloster geschlagen wird.  Der Begriff leitet sich wörtlich von "Wolkenplatte" ab und wird verwendet, um andere Ereignisse zu signalisieren, wie beispielsweise den Aufruf zum Ende von Zazen. Normalerweise findet man ein Umpan außerhalb der Küche oder des Speisesaals. Helen J. Baroni zufolge "werden an verschiedenen Gebäuden auf dem Tempelgelände hölzerne Bretter (Han) aufgehängt, die gleichzeitig erklingen, um die Mitglieder der Gemeinschaft (Sangha) außerhalb der Reichweite des Umpan zu benachrichtigen.